# Francis Williams (poète)
Francis Williams (c. 1690 – c. 1770) est un polymathe, un érudit, un astronome et un poète jamaïcain. Il est en son temps l'un des plus célèbres Noirs libres de l'île. Né à Kingston dans une famille d'esclavagistes, il s'est ensuite rendu en Angleterre où il devient officiellement sujet britannique. De retour en Jamaïque, il crée une école gratuite pour les personnes de couleur libres. Son portrait est considéré comme le premier exemple connu dans le canon de l'art occidental à avoir été commandé par une personne noire célèbre dans le but de célébrer ses propres accomplissements intellectuels.

## Biographie

### Premières années
Francis Williams est né vers dans la colonie anglaise de la Jamaïque, de John et Dorothy Williams, tous deux gens de couleur libres. John, ancien esclave, avait été affranchi en 1699 par le testament de son propriétaire. Le statut de la famille Williams, en tant que noirs libres et propriétaires les distinguait des autres jamaïcains, qui étaient à l'époque principalement des colons blancs et des Africains réduits en esclavage. La famille Williams a vu sa propriété s'agrandir, autant en terres qu'en esclaves. Fait rarissime pour des noirs au XVIIIe siècle, Francis Williams et ses frères et sœurs ont pu bénéficier d'une éducation grâce à la richesse de leur père. Francis se rendit en Europe, où il se serait trouvé en 1721:220–221

### En Angleterre
Williams fut également officiellement fait sujet britannique et prêta serment de citoyenneté en 1723. Le 8 août 1721, il devient membre du Lincoln's Inn de Londres, l'une des quatre auberges de justice pour les avocats d'Angleterre et du Pays de Galles,. Williams fut autorisé à assister aux réunions scientifiques de la Royal Society, mais en 1716, lorsqu'il fut proposé comme membre lors d'une assemblée, il se vit refuser l'adhésion « en raison de sa peau ».
Edward Long, un administrateur colonial qui était un partisan des théories racistes et de l'esclavage, a tenté de saper les réalisations de William en affirmant que ce dernier avait été le bénéficiaire d'une expérience sociale conçue par John Montagu, 2e duc de Montagu pour déterminer si une éducation adéquate pouvait conduire Williams à égaler les réalisations intellectuelles de ses contemporains blancs. Selon cette version, le duc aurait payé pour que Williams fréquente une grammar school et continue ensuite ses études à l'Université de Cambridge. Ce récit est probablement inspiré par les relations de Montagu avec Job Ben Solomon et Ignatius Sancho. Pourtant, Cambridge ne possède aucune trace de la présence de Williams et on sait que la richesse de sa famille pouvait facilement financer ses études à l'étranger sans le parrainage du duc.

### En Jamaïque
Au cours des années 1720, Williams rentre en Jamaïque, où il crée une école gratuite pour les enfants noirs. Dans la Jamaïque au XVIIIe siècle, la plupart des écoles gratuites, financées par de riches planteurs, étaient réservées aux enfants des habitants blancs pauvres et aux personnes de couleur qui pouvaient être classées comme blanches. Dans son école, Williams enseignait la lecture, l'écriture, le latin et les mathématiques. Les partisans de l'esclavage, tel Edward Long, ont tenté de minimiser les réalisations éducatives de Williams. L'Histoire de la Jamaïque de Long contient une note sur l'attribution possible de « Welcome, Brother Debtor », une chanson folklorique populaire en Grande-Bretagne au XVIIIe siècle, à Williams ou à Wetenhall Wilkes.
En Jamaïque, Williams a conservé les esclaves qu'il avait hérités de son père. Il a lui-même été victime de discrimination : en 1724, un planteur blanc nommé William Brodrick a insulté Williams, l'appelant « chien noir », ce à quoi Williams a réagi en appelant Brodrick « chien blanc » à plusieurs reprises. Brodrick a frappé Williams, ce qui a fait que sa « bouche était ensanglantée », mais Williams a riposté, après quoi « la chemise et le foulard de Brodrick ont été déchirés (sic) par ledit Williams ». Williams s'est défendu en disant que, étant un homme noir libre et ayant dû se défendre, il ne pouvait pas être jugé pour agression, comme cela aurait été le cas pour les esclaves noirs qui auraient frappé un homme blanc. Williams a défendu sa cause avec succès, puisque Brodick a vu ses tentatives de poursuites rejetées. Cette décision a affolé l'Assemblée, composée de planteurs blancs, qui, au motif que « le comportement de Williams est d'un grand encouragement pour les nègres de l'île en général », a présenté un projet de loi ramenant Francis Williams au statut des autres noirs de l'île. Selon cette loi, il était interdit à toute personne noire de Jamaïque, quel que soit son statut social, de frapper une personne blanche, y compris en cas de légitime défense.

## Poésie
« An Ode to George Haldane » (extrait)
Rash councils now, with each malignant plan,

Each faction, in that evil hour began,

At your approach are in confusion fled,

Nor while you rule, shall raise their dastard head.

Alike the master and the slave shall see

Their neck reliv'd, the yoke unbound by thee.
« Welcome, welcome Brother Debtor » (extrait)
What was it made great Alexander

Weep at his unfriendly fate

twas because he cou'd not Wander

beyond the World's strong Prison Gate

For the World is also bounded

by the heavens and Stars above

Why should We then be confounded

Since there's nothing free but Jove.

## Postérité

### Portrait
Le Victoria and Albert Museum a acquis un portrait de Francis Williams en 1928,. En 2024, l'universitaire Fara Dabhoiwala a publié une analyse du tableau qui, en s'appuyant sur des radiographies du portrait, a révélé que l'œuvre avait probablement été commandée par Williams lui-même, vers 1760, dans le but commémorer son calcul et son observation de la trajectoire de la comète de Halley au-dessus de la Jamaïque en 1759. Jusqu'alors, le mérite d'avoir confirmé les travaux d'Edmond Halley sur la réapparition de la comète n'avait pas été attribué à Williams,.

### Hommage
L'astéroïde (20610) Franciswilliams est nommé en son honneur.